# Ustaška vojnica
Ustaška vojnica bila je vojni ogranak Ustaškog pokreta, aktivna na prostoru Nezavisne Države Hrvatske tijekom Drugog svjetskog rata. Iako je nastala kao ustaška stranačka vojska, Ustaška vojnica kasnije je postala regularni dio oružanih snaga NDH. 1944. je zajedno s Hrvatskim domobranstvom ujedinjena u Hrvatske oružane snage.
Dio pobornika ustaškog pokreta se odmah nakon osnivanja NDH u travnju 1941. godine ustrojio u lokalne paravojne postrojbe koje su nosile ustaške odore, ali nisu bile podvrgnute regularnoj vojnoj disciplini i središnjem zapovijedanju. Tim tzv. divljim ustašama je ustaško vodstvo u kolovozu 1941. godine zabranilo nošenje ustaške uniforme, a mnogi su - zbog pljačke, paleži, ubojstava i drugih ratnih zločina kojima su se uvelike bili odali tijekom proteklih mjeseci - bili od strane ustaških prijekih sudova osuđeni na smrt. Jedan dio tih divljih ustaša je, pak, bio kasnije uključen u regularne ustaške postrojbe. U raznim selima su i kasnije djelovale mjesne straže koje su nosile ustaške odore, makar nisu bile dio Ustaške vojnice.
Kao zasebna postrojba djelovala je Ustaška nadzorna služba, koja je stanovito vrijeme obavljala poslove obavještajne službe NDH. Prema dogovoru s Njemačkom, UNS je raspuštena u siječnju 1943. godine, a obavještajne poslove u NDH je obavljao izravno njemački Gestapo. III. odjel UNS-a ("Ustaška obrana"), koji je čuvao sabirne logore u NDH i njima upravljao, nastavlja djelovati kao "Ustaški obrambeni sdrug" i s vremenom pod zapovjedništvom Vjekoslava Luburića preuzima također i značajnije borbene zadaće u zapadnoj Slavoniji, ali još uvijek izvan potpune kontrole zapovjedništava Ustaške vojnice.
Ustaška vojnica je krajem 1944. godine uklopljena u sastav Hrvatskih oružanih snaga, koje je obuhvatilo i dotadašnje domobranske postrojbe. Makar su ustaške postojbe sada bile u sastavu zajedničkih divizija s domobranskima, u praksi se i se i nadalje znalo koje su postrojbe domobranske, a koje ustaške.

## Povijest

### Korijeni
Svoje korijene Ustaška vojnica ima u Ustaškoj vojsci koju je Ante Pavelić stvorio u emigraciji u Italiji od 1933. do 1937. godine. Nakon što je 10. travnja 1941. proglašena Nezavisna Država Hrvatska, Pavelićev zamjenik Slavko Kvaternik donio je zakon o osnutku Domobranstva kao regularne državne vojske. Usprkos tome, Pavelić je po preuzimanju vlast odlučio stvoriti i stranačku vojsku Ustaškog pokreta. Uredbu o utemeljenju UV Pavelić je izdao je 10. svibnja 1941. god.

### Uspostava
Prema Zakonskoj odredbi o Ustaškoj vojnici, postrojena je u smislu Ustava "Ustaše - hrvatskog oslobodilačkog pokreta". Svrha i zadaća Vojnice bila je osigurati nastavak ustaške borbe i njezinih tekovina "za narodno oslobođenje, zajamčiti sigurnost naroda i sudjelovati u obrani Nezavisne Države Hrvatske". Bila je dijelom oružanih snaga Nezavisne Države Hrvatske. Sačinjavali su ju stajaći djelatni zdrugovi, poglavnikovi tjelesni zdrugovi, prometni zdrugovi, Hrvatsko oružničtvo, Redarstvena straža, Nadzorna služba, Ustaška učilišta, Ustaška priprema te Stegovni i kazneni sud. U okviru Ustaške vojnice bila jei vojnica njemačke narodne skupine. Vrhovni zapovjednik Ustaške vojnice je Poglavnik, koji njom zapovijeda preko zapojvednika odnosno Zapovjedničtva ustaške vojnice. Zapovjednika i zamjenika imenovao je poglavnik, kojem su izravno bili podređeni. Zapovjedničtvo je imalo sedam odjela, na čelu svakog je bio odjelni glavar: Postrojbeni, Odgojni, Podhvatni i izobrazbeni, Osobni, Nadzorni i Zdravstveni odjel.

### Ratni put
Krajem 1941. UV imala je oko 16.000 boraca. Iako je isprva planirano da najveća postrojba u UV bude satnija, do kraja 1941. ustrojeno je 12 djelatnih bojni. Početkom 1942. bojne su grupirane u 4 stajaća sdruga (brigade).
Kako je brojno stanje i značaj Ustaške vojnice narastao, Zapovjedništvo Ustaške vojnice donijelo je 17. srpnja 1942. zapovijed o ustrojavanju zdrugova kao najvećih postrojbi Ustaške vojnice. Novoustrojeni zdrugovi Ustaške vojnice zamišljeni su kao stožeri čija je temeljna zadaća objedinjavanje zapovijedanja nad stajaćim djelatnim bojnama na određenom području te se prema tome i nazivaju – stajaći djelatni zdrugovi Ustaške vojnice.
Do 1944. UV je imala pod oružjem 76.000 ljudi.

## Novačenje
Regrutiranje, obuka i upotreba ustaških jedinica, kao i njihova vojnička organizacija i dislokacija, određivali su se prema ustaškim propisima i uputstvima Poglavnika. U postrojbe Ustaške vojnice primani su ljudi koji su bili odani Poglavniku i ustaškom pokretu. U tisku su bile dane obavjesti o tome "Što svaki Hrvat, koji želi stupiti u Ustašku vojnicu treba da zna". Tu se napominje da ustaška vojska nije redovna vojska, iz koje se otpušta po odsluženju roka, već da se u njoj ostaje doživotno.
Pored određenog dijela ustaški nastrojene omladine, koja je iz idealističkih pobuda stupila u Ustašku vojnicu, javljali su se i mnogi problematični i kriminalni tipovi iz materijalističkih i drugih pobuda, jer su u toj vojsci vidjeli mogućnost da nađu utočište mogućnost za pljačkanja, da dođu do lake zarade, steknu položaje, obogate se, vrše osvetu i sl.
Ljudstvo za ustaške postrojbe najviše je dolazilo iz krajeva južno od rijeke Save (Lika, Bosna, Hercegovina), a dosta je ustaša bilo iz Srijema i Slavonije. To je proizlazilo iz činjenice što je u tim krajevima je živjelo mješovito stanovništvo, pa su politička zaoštrenost i vjerska netrpeljivost dolazile do punog izražaja.
Oko 30% ljudstva Ustaške vojnice činili su ljudi islamske vjeroispovijesti - predšasnici generacije današnjih Bošnjaka (vlasti NDH su muslimane u BiH smatrale etničkim Hrvatima).  Muslimani - koji su među ustaše pristupali dragovoljno - su imali i svoje vjerske službenike od kojih je jedan bio u činu muftije-pukovnika u najelitnijoj postrojbi Ustaške vojnice - Poglavnikovom tjelesnom zdrugu, a najmanje trojica Bošnjaka dosegla su čin ustaškog generala.

Kasnije tijekom rata, kada se iz redova dobrovoljaca više nisu mogle popunjavati ustaške jedinice potrebnim brojem ljudi, na službu u Ustašku vojnicu bili su upućivani mladići regrutirani za domobranstvo.
Makar je bilo službeno propisano da pripadnici Ustaške vojnice moraju imati najmanje 18 godina, često su se u njezinim redovima mogli naći i mlađi.

## Izobrazba
U cilju obuke ustaških časnika i dočasnika osnovana je posebna ustaška časnička i dočasnička škola u Zagrebu. Za prvog zapovjednika škole bio je postavljen Tomislav Sertić, kada je kao potpukovnik bio unaprijeđen u čin ustaškog pukovnika. Mijo Seletković je bio postavljen za nadzornika škole i kao satnik unaprijeđen u čin ustaškog pukovnika. Škola je počela s radom u kolovozu 1941. godine.

## Prisega
Prisega vojnika Ustaške vojnice bila je slična prvotnoj prisezi članova Ustaškog pokreta. Glasila je: "Zaklinjem se Bogom svemogućim i svime, što mi je sveto, da ću se držati ustaških načela i pokoravati propisima, te bezuvjetno izvršavati sve naloge poglavnika; da ću svaku povjerenu mi tajnu najstrože čuvati i nikada nikome ništa odati. Zaklinjem se, da ću se u ustaškim redovima boriti za očuvanje Nezavisne Države Hrvatske i slobode hrvatskoga naroda i sve učiniti što mi poglavnik naloži. Ako se ogrješim o ovu prisegu, ima me po ustaškim propisima stići i kazna smrti. Tako mi Bog pomogao. Amen."

## Zapovjedna struktura
Najviše rukovodeće položaje u Ustaškoj vojnici zauzeli su u prvom redu najvjerniji Pavelićevi suradnici iz emigracije. Prema izvornom naputku o prijemu časnika i dočasnika u Ustašku vojnicu, kao neophodan je bio uvjet, pored ostalog, pripadnost ustaškom pokretu i da je kandidat položio ustašku zakletvu prije 10. travnja 1941. godine.
Pošto je Ustaška vojnica predstavljala vojsku ustaškog pokreta, odnosno jednu od tri upravne grane u sastavu Glavnog ustaškog stana - tj. stranačku vojsku - ona se izgrađivala po ugledu na SS trupe u Njemačkoj i fašističke "Crne košulje" u Italiji.
Ustaška vojnica bila je nezavisna od Domobranstva, imala je svoj stožer, svoju intendanturu i sama je nabavljala opremu, a u početku je imala i svoj vlastiti budžet. Oružje je dobila iz plijena kraljevske jugoslavenske vojske, nešto je bilo kupljeno u Češkoj, a kasnije je dobila i naoružanje kupovano od Njemačke.
Za inozemstvo, Ustaška vojnica je bila podčinjena Ministarstvu hrvatskog domobranstva, odnosno bila je dio oružanih snaga NDH. Međutim, to je bilo samo formalno, jer je u stvari Ustaška vojnica bila u biti u svemu, osim operativne upotrebe, nezavisna od domobranstva, pa je čak u mnogo čemu bila i povlaštena.
Na čelu svih ustaških jedinica, izuzev Poglavnikove tjelesne bojne, nalazio se Glavni stožer Ustaške vojnice, čiji je glavar, u svojstvu vojno-stručnog izvjestitelja i zapovjednika ustaško-vojnih jedinica, bio neposredno podčinjen Poglavniku, kao vrhovnom zapovjedniku svih ustaških snaga. Jedinice Ustaške vojnice bile su formirane u vodove, satnije i bojne, a u lipnju je donijeta odredba o činovima u Ustaškoj vojnici. Prema kraju rata, domobranske i ustaške postrojbe su spajane i stavljene pod jedinstveno zapovjedništvo, kao dio objedinjenih Hrvatskih oružanih snaga.
Vojne snage NDH su bile podložne zapovijedanju stožera njemačkih snaga koje su se nalazile na području NDH, te nisu imali funkcionalnog stožera za bilo koju postrojbu veću od brigade; od snaga Ustaške vojnice su od njemačkog zapovijedanja bili izuzeti Poglavnikov tjelesni zdrug koji se brinuo za sigurnost tijela vlasti u Zagrebu, te ustaše koji su čuvali zatvore i sabirne logore.

## Sastav

### Početak 1942.
| Postrojba                                        | Stožer                      | Brojno stanje |
| ------------------------------------------------ | --------------------------- | ------------- |
| Poglavnikova tjelesna bojna                      | Zagreb                      | 1000 ljudi    |
| I. djelatna bojna                                | Sarajevo                    | 1100 ljudi    |
| II. djelatna bojna                               | Sarajevo                    | 600 ljudi     |
| III. djelatna bojna                              | Brčko                       | 550 ljudi     |
| IV. djelatna bojna                               | Jasenovac Bosanska Gradiška | 500 ljudi     |
| V. djelatna bojna                                | Glina                       | 600 ljudi     |
| VI. djelatna bojna                               | Bosanski Novi               | 900 ljudi     |
| VII. djelatna bojna                              | Dvor na Uni                 | 1000 ljudi    |
| VIII. djelatna bojna                             | Banja Luka                  | 700 ljudi     |
| IX. djelatna bojna                               | Zagreb                      | 600 ljudi     |
| X. djelatna bojna                                | Slunj                       | 700 ljudi     |
| XI. djelatna bojna                               | Vrginmost                   | 700 ljudi     |
| XII. djelatna bojna                              | Kostajnica                  | 600 ljudi     |
| Crna legija                                      | Istočna Bosna               | 1500 ljudi    |
| Obrambena bojna                                  | Jasenovac                   | 600 ljudi     |
| I. željeznička bojna                             | Zagreb                      | 600 ljudi     |
| II. željeznička bojna                            | Sarajevo                    |               |
| III. željeznička bojna                           | Osijek                      |               |
| Ustaško-domobranska pukovnija "Dr. Ante Pavelić" |                             | 1800 ljudi    |
| Bojna ustaških domobrana                         | Zagreb                      |               |
| Pripremna ustaška bojna                          | Zagreb                      |               |
| Bojna Njemačke momčadi                           |                             | 800 ljudi     |

### Sredina 1943.
| Postrojba                              | Zapovjednici                                                              | Sastav | Stožer            | Formiranje         |
| -------------------------------------- | ------------------------------------------------------------------------- | --- | ----------------- | ------------------ |
| I. stajaći djelatni zdrug - Sarajevo   | pukovnik Ivan Stipković pukovnik Milan Šulentić bojnik Franjo Sudar       | II. ustaška bojna Sarajevo XXII. ustaška bojna Vlasenica XXIV. ustaška bojna Sokolac                                                                         | Sokolac           | 1. srpnja 1941.    |
| II. stajaći djelatni zdrug - Vinkovci  | bojnik Antun Ilik pukovnik Mihovil Sertić                                 | Stožerna satnija Vinkovci IV. bojna Doboj VI. bojna Derventa XV. bojna Podravska Slatina XVI. bojna Našice XVIII. bojna Đurđenovac                           | Našice            |                    |
| III. stajaći djelatni zdrug - Karlovac | pukovnik Josip Metzger pukovnik Ante Magaš dopukovnik Vladimir Rogoz      | V. bojna Švarča X. bojna Rečica XI. bojna Koprivnica XII. bojna Rovine XIII. bojna Samobor XXX. bojna Pisarovina XXXIII. bojna Ogulin XXXVII. bojna Đurđevac | Karlovac          |                    |
| IV. stajaći djelatni zdrug - Gospić    | pukovnik Stjepan Tomičić bojnik Milan Šulentić potpukovnik Delko Bogdanić | IX. bojna Gospić XVII. bojna Drniš XIX. bojna Senj XXXI. bojna Klanac XXXIV. bojna Smiljan                                                                   | Gospić            | 7. rujna 1942.     |
| V. stajaći djelatni zdrug - Livno      | potpukovnik Rafael Boban                                                  | Stožerna satnija Livno Oklopna satnija Livno I. gorska stajaća bitnica Glamoč I. bojna Glamoč VII. bojna Livno XX. bojna Šuica XXV. bojna Ljubuški           | Livno             | 1. listopada 1942. |
| I. prometni zdrug - Zagreb             |                                                                           | I. bojna Zagreb Udarna bojna prometnih zdrugova Zagreb I. doknadna bojna Zagreb II. doknadna bojna Zagreb Posadna bojna Sveti Ivan Zelina                    | Zagreb            |                    |
| II. prometni zdrug - Sarajevo          |                                                                           | I. bojna II. bojna III. bojna | Sarajevo          |                    |
| I. novačka bojna                       |                                                                           | | Hrvatski Karlovci |                    |
| II. novačka bojna                      |                                                                           | | Osijek            |                    |
| I. željezničko-stražarska bojna        |                                                                           | | Nova Gradiška     |                    |
| Samovozna satnija                      |                                                                           | | Zagreb            |                    |
| Stražarski vod                         |                                                                           | | Kerestinec        |                    |
| Zagrebačka ustaška posadna bojna       |                                                                           | | Zagreb            |                    |
| Sarajevska posadna satnija             |                                                                           | | Sarajevo          |                    |

## Zasebne postrojbe

### Paravojne ustaške postrojbe
Tijekom NDH postojale su i paravojne ustaške postrojbe, tj. postrojbe koje su se nazivale ustaškima ali nisu bile pod kontrolom Vrhovnog zapovjedništva Ustaške vojnice. Bile su poznate i kao divlje ustaše ili seoske straže. Često su radile nerede u krajevima s miješanim hrvatsko-srpskim ili muslimansko-srpskim stanovništvom i bile su na zlu glasu zbog zločina i pljačke. Formalno su prevedene u sastav Ustaške vojnice krajem 1941.

### Ustaške redarstvene i obavještajne službe
- Ustaška nadzorna služba - obavještajna i kontraobavještajna organizacija nastala spajanjem Ustaške obavještajne službe i Ureda za sabirne logore 16 kolovoza 1941. Krajem 1942. god. je vodstvo NDH pristalo raspustiti tu svoju obavještajnu službu, te obavještajne poslove prepustiti njemačkim službama,
- Ustaška obrana, do kraja 1942. god. III. odjel Ustaške nadzorne službe, osiguravala je stražu u Koncentracijskom logoru Jasenovac i drugim logorima. Nakon ukidanja UNS-a, mijenja ime u Ustaški obrambeni sdrug, s oko 1.500 vojnika. S vremenom raste i preuzima odgovornost za razne protupartizanske akcije, najviše na području Zapadne Slavonije. Do jeseni 1944. godine će u svojem sastavu imati 7.000 ljudi, još uvijek izvan kontrole viših ustaških zapovjedništava - njen zapovjednik Vjekoslav Luburić je bio izravno podložan poglavniku Anti Paveliću - i, što je važnije, izvan kontrole njemačkih stožera koji su upravljali skoro svim drugim postrojbama NDH.

### Vojnica njemačke narodne skupine - Einsatzstaffel
Einsatzstaffel der Deutschen Mannschaft (ES) bila je oružana postrojba njemačke manjine s prostora NDH. Postrojba je bila veličine bojne od 3 satnije. Većina vojnika ES-a bili su iz Slavonije i Srijema. Stožer postrojbe bio je u Osijeku. Prvi zapovjednik ove jedinice bio je Jakob Lichtenberger, imenovan od strane Volksgruppenführera Branimira Altgayera, vođe etničkih Nijemaca u Hrvatskoj. ES je bio pod zapovjedništvom Glavnog stožera Ustaške vojnice. Vojnici ES-a su isprva nosili uniforme Hrvatskog domobranstva, no početkom 1942. uvedene su uniforme u stilu Waffen SS-a. Pripadnici postrojbe polagali su zakletvu odanosti Adolfu Hitleru i Anti Paveliću.

## Ustaški časnici
- Jure Francetić
- Vjekoslav Maks Luburić
- Rafael Boban
- Dinko Šakić
- Ivan Stipković
- Božidar Kavran
- Ivan Ico Kirin
- Ivica Matković
- Ljubo Miloš
- Franjo Dežić
- Ante Moškov
- Juraj (Juco) Rukavina
- Tomislav Sertić
- Vjekoslav Servatzy
- Vjekoslav Vrančić
- Ante Vrban
- Eugen Dido Kvaternik
- Josip Tomljanović - Zmaj od Bosne
- Buna Bonić
- Juraj "Jure" Bobinac
- Zdenko Begić
- Antun Nardelli
- Salko Alikadić
- Junuz Ajanović
- Muhamed Hromić
- Bećir Lokmić poručnik Sarajevske ustaške bojne (Crna legija)
- Zaim Kapetanović - Kapetan
- Nešad Topčić
- Ibrahim Pjanić
- zapovjednik Mehmed Riđanović
- pukovnik-muftija Akif Handžić - Poglavnikova garda
- Stanko-Staniša Vasilj, natporučnik 1.bojne Ustaškog obrambenog zdruga

- dopukovnik Husein beg Biščević - SS Obersturmbannführer